# Treron capellei
Il piccione verde maggiore o colombo pappagallo verde maggiore (Treron capellei Temminck, 1822) è un uccello della famiglia dei Columbidi diffuso nella penisola malese e nelle Grandi Isole della Sonda.

## Tassonomia
Comprende le seguenti sottospecie:
- T. c. magnirostris Strickland, 1844 - penisola malese, Sumatra, Borneo;
- T. c. capellei (Temminck, 1822) - Giava.